# 魏巴赫
魏巴赫（英語：Chris Viehbacher, 1960年3月26日—）是一位拥有德国和加拿大双重国籍的企业家。2008年至2014年曾担任赛诺菲CEO。 中文名叫魏巴赫。

## 生平
出生于1960年，毕业于皇后大学 (加拿大)。 他是一位注册会计师，会说英法德三门语言。曾经在普华永道工作。 1988年加入葛兰素史克工作了二十年，其中有十年是在法国工作。 在加入赛诺菲之前担任葛兰素史克北美医药营运总裁、研发产品线策略决策副主席以及董事会成员。
2008年12月1日担任赛诺菲CEO。2011年收购美国生物技术公司健赞。将赛诺菲从一家化学药公司转变为一家具有化学药、生物药、消费者健康领域产品和动物保健产品的多元化公司。2014年10月29日遭公司解雇。

## 荣誉
2003年被授予法国荣誉军团勋章。2012年获得巴斯德基金会奖。 他还是杜克大学福夸商学院访客委员会成员。

## 家庭
已婚并有三个孩子。